# انقلاب قاتل
الانقلاب القاتل هي رواية صدرت عام 1987 للكاتبة روث ريندل، وكتبت تحت الاسم المستعار باربرا فاين. فازت الرواية بجائزة الخنجر الذهبي [الإنجليزية] لجمعية كتاب الجريمة في ذلك العام، وفي عام 1987، أدرجن في القائمة المختصرة لجائزة خنجر الخناجر [الإنجليزية]، وهي جائزة خاصة لاختيار أفضل فائز بالخنجر الذهبي في تاريخ الجائزة الممتد لخمسين عامًا.

## الملخص
أثناء عملية دفن كلب محبوب في مقبرة الحيوانات في Wyvis Hall، وهو منزل ريفي جميل في سوفولك، اكتشف المالك هياكل عظمية لامرأة وطفل ميتين.

## الاقتباسات
عدّلت هيئة الإذاعة البريطانية الرواية لراديو 4 في عام 1991، ولثلاث حلقات للتلفزيون في عام 1992. وكان المسلسل من بطولة جيريمي نورثام ودوغلاس هودج [الإنجليزية].